# نتائج منتخب السعودية لكرة القدم 2005
فيما يلي موجز لنتائج منتخب السعودية لكرة القدم لعام 2005.

## المنتخب الأول لكرة القدم

### المباريات الودية
| 25 يناير 2005 مباراة ودية | السعودية                                                | 3–0    | طاجيكستان | الرياض، السعودية                                                                            |
| 15:35 (ت ع م+03:00)       | حمزة إدريس 42' · عبد الله الجمعان 61' · صالح الصقري 67' | Report |           | الملعب: ملعب الأمير فيصل بن فهد الحكم: Mojeb Al-Dossari (الاتحاد العربي السعودي لكرة القدم) |

| 29 يناير 2005 مباراة ودية | السعودية          | 1–0    | تركمانستان | الرياض، السعودية                                                                              |
| 15:35 (ت ع م+03:00)       | ناصر الشمراني 90' | Report |            | الملعب: ملعب الأمير فيصل بن فهد الحكم: Mamdouh Al-Mirdasi (الاتحاد العربي السعودي لكرة القدم) |

| 2 فبراير 2005 مباراة ودية | المجر | 0–0    | السعودية | إسطنبول، تركيا                                                                          |
| 16:00 (ت ع م+02:00)       |       | Report |          | الملعب: ملعب أتاتورك الأولمبي الحضور: 100 الحكم: Selçuk Dereli (اتحاد تركيا لكرة القدم) |

| 14 مارس 2005 مباراة ودية | السعودية | 0–1    | مصر           | الدمام، السعودية                                                                       |
| 20:30 (ت ع م+03:00)      |          | Report | عماد متعب 64' | الملعب: ملعب الأمير محمد بن فهد الحكم: Jaafar Al-Khabbaz (الاتحاد البحريني لكرة القدم) |

| 18 مارس 2005 مباراة ودية | السعودية        | 1–4    | فنلندا                                          | الدمام، السعودية                                                                                             |
| 20:30 (ت ع م+03:00)      | يسري الباشا 48' | Report | Kuivasto 4' · نيازي كوكي 71'، 78' · Nurmela 75' | الملعب: ملعب الأمير محمد بن فهد الحضور: 8,000 الحكم: Abdulrahman Al-Amri (الاتحاد العربي السعودي لكرة القدم) |

| 27 مايو 2005 مباراة ودية | السعودية       | 1–1    | البحرين                   | الرياض، السعودية                                                                          |
| 20:45 (ت ع م+03:00)      | سعود كريري 34' | Report | سيد محمد عدنان 18' (ركل.) | الملعب: ملعب الملك فهد الدولي الحكم: Khalil Al-Ghamdi (الاتحاد العربي السعودي لكرة القدم) |

| 14 نوفمبر 2005 مباراة ودية | السعودية         | 1–3    | غانا                                     | جدة، السعودية                                                                                    |
| 20:00 (ت ع م+03:00)        | نواف التمياط 36' | Report | سولي مونتاري 41' · أسامواه جيان 45'، 70' | الملعب: استاد الأمير عبد الله الفيصل الحكم: Mojeb Al-Dossari (الاتحاد العربي السعودي لكرة القدم) |

### تصفيات كأس العالم 2006
| 9 فبراير 2005 تصفيات كأس العالم 2006 – آسيا المرحلة الثالثة | أوزبكستان            | 1–1    | السعودية        | طشقند، أوزبكستان                                                                             |
| 15:45 (ت ع م+05:00)                                         | أنورجان سولييف 90+3' | Report | سامي الجابر 76' | الملعب: ملعب باختاكور المركزي الحضور: 45,000 الحكم: تورو كاميكاوا (اتحاد اليابان لكرة القدم) |

| 25 مارس 2005 تصفيات كأس العالم 2006 – آسيا المرحلة الثالثة | السعودية                                  | 2–0    | كوريا الجنوبية | الدمام، السعودية                                                                                     |
| 19:45 (ت ع م+03:00)                                        | سعود كريري 29' · ياسر القحطاني 73' (ركل.) | Report |                | الملعب: ملعب الأمير محمد بن فهد الحضور: 25,000 الحكم: صبح الدين محمد صالح (اتحاد ماليزيا لكرة القدم) |

| 30 مارس 2005 تصفيات كأس العالم 2006 – آسيا المرحلة الثالثة | الكويت | 0–0    | السعودية | مدينة الكويت، الكويت                                                                     |
| 19:45 (ت ع م+03:00)                                        |        | Report |          | الملعب: استاد الصداقة والسلام الحضور: 25,000 الحكم: مسعود مرادي (اتحاد إيران لكرة القدم) |

| 3 يونيو 2005 تصفيات كأس العالم 2006 – آسيا المرحلة الثالثة | السعودية                                | 3–0    | الكويت | الرياض، السعودية                                                                             |
| 21:05 (ت ع م+03:00)                                        | محمد الشلهوب 19'، 49' · سعد الحارثي 83' | Report |        | الملعب: ملعب الملك فهد الدولي الحضور: 72,000 الحكم: تورو كاميكاوا (اتحاد اليابان لكرة القدم) |

| 8 يونيو 2005 تصفيات كأس العالم 2006 – آسيا المرحلة الثالثة | السعودية                              | 3–0    | أوزبكستان | الرياض، السعودية                                                                          |
| 21:05 (ت ع م+03:00)                                        | سامي الجابر 8'، 60' · سعد الحارثي 87' | Report |           | الملعب: ملعب الملك فهد الدولي الحضور: 72,000 الحكم: Huang Junjie (اتحاد الصين لكرة القدم) |

| 17 أغسطس 2005 تصفيات كأس العالم 2006 – آسيا المرحلة الثالثة | كوريا الجنوبية | 0–1    | السعودية       | سول، كوريا الجنوبية                                                                          |
| 20:05 (ت ع م+09:00)                                         |                | Report | محمد العنبر 5' | الملعب: ملعب كأس العالم سول الحضور: 61,586 الحكم: Chaiwat Kunsuta (اتحاد تايلاند لكرة القدم) |

### دورة ألعاب غرب آسيا 2005
| 3 ديسمبر 2005 كرة القدم في دورة ألعاب غرب آسيا 2005 | السعودية                               | 2–0 | فلسطين | الريان (قطر)، قطر                                                        |
|                                                     | - أحمد الصويلح 18' - عيسى المحياني 22' |     |        | الملعب: ملعب أحمد بن علي الحكم: ناصر الغانم (الاتحاد الكويتي لكرة القدم) |

| 5 ديسمبر 2005 كرة القدم في دورة ألعاب غرب آسيا 2005 | العراق                                                                    | 5–1 | السعودية          | الريان (قطر)، قطر                                                        |
|                                                     | - حيدر عبد الأمير 8' - عماد محمد 19' - نشأت أكرم 30' - يونس محمود 51' 78' |     | - نايف القاضي 53' | الملعب: ملعب أحمد بن علي الحكم: عبد الله الهلالي (اتحاد عمان لكرة القدم) |

| 8 ديسمبر 2005 كرة القدم في دورة ألعاب غرب آسيا 2005 | العراق                          | 2–0 | السعودية | قطر |
|                                                     | - لؤي صلاح 33' - رزاق فرحان 85' |     |          |     |

| 10 ديسمبر 2005 كرة القدم في دورة ألعاب غرب آسيا 2005 | إيران               | 2–1 | السعودية         | قطر |
|                                                      | - آرش برهاني 2'، 4' |     | - Al-Abdullah 8' |     |